# Сура Я Сін
Сура Я Сін (араб. سورة يس‎) — тридцять шоста сура Корану. Мекканська, містить 83 аяти. Назва пов'язана з тим, що ця сура починається арабськими літерами يس (див. мукката).